# جامعة ليبرتادور التربوية التجريبية
جامعة ليبرتادور التربوية التجريبية (بالإسبانية: Universidad Pedagógica Experimental Libertador) هو المعهد الجامعي العام الرئيسي المكرس لتكوين المعلمين والأساتذة في فنزويلا. يقع مقرها الرئيسي في كاراكاس عاصمة فنزويلا، ولها مراكز النواة في مناطق أخرى، بما في ذلك أراغوا ولارا وميراندا وموناغاس وتاتشيرا. يشكل معهد التحسين المهني للمعلمين جزءًا من هيكل جامعة ليبرتادور التربوية التجريبية، والذي تم تسميته على شرف سيمون بوليفار.